# 隆塞
隆塞是德国巴登-符腾堡州的一个市镇。总面积43.32平方公里，总人口4720人，其中男性2402人，女性2318人（2011年12月31日），人口密度109人/平方公里。

## 友好城市
- 法國 沙布里